# Chromis opercularis
Chromis opercularis är en fiskart som först beskrevs av Günther, 1867.  Chromis opercularis ingår i släktet Chromis och familjen Pomacentridae. Inga underarter finns listade i Catalogue of Life.